# Watsonia galpinii
Watsonia galpinii är en irisväxtart som beskrevs av Harriet Margaret Louisa Bolus. Watsonia galpinii ingår i släktet Watsonia och familjen irisväxter. Inga underarter finns listade i Catalogue of Life.